# Phòng Thành
Phòng Thành (防城区) là một quận nội thành của thành phố cấp địa khu Phòng Thành Cảng, khu tự trị dân tộc Choang Quảng Tây, Trung Quốc. Phòng Thành giáp với một quận nội thành khác là Cảng Khẩu, với thành phố cấp huyện Đông Hưng cũng của Phòng Thành Cảng và với thành phố Móng Cái, huyện Bình Liêu, Hải Hà, Đầm Hà tỉnh Quảng Ninh của Việt Nam. Năm 2002, quận này có dân số là 370.000 người trên diện tích là 2445 km².
Quận Phòng Thành gồmː 3 khu phố (là Văn Xương (文昌), Châu Hà (珠河), Thủy Doanh (水营)), 6 trấn (là Phòng Thành, Hoa Thạch (华石), Na Thoa (那梭), Na Lương (那良), Động Trung (峒中), Đại Lực (大菉)), và 5 hương (là Mao Lĩnh (茅岭), Than Doanh (滩营), Phù Long (扶隆), Giang Sơn (江山), Thập Vạn Sơn (十万山)). Hương Thập Vạn Sơn là hương người dân tộc Dao.